# Davi Genúnio
Davi (português brasileiro) ou David (português europeu) Genúnio (em armênio: Դավիթ; romaniz.: Davitʼ) foi um nobre armênio (nacarar) do começo do século X da família Genúnio. Era irmão de Gurgenes. Segundo a História da Armênia de João V e Vardanes de Arevel, foi martirizado com seu irmão em 915 pelos árabes.